# Eddie Palubinskas
Eddie Palubinskas, né le 17 septembre 1950, à Canberra, en Australie, est un joueur et entraîneur australien de basket-ball. Il évolue durant sa carrière au poste d'arrière.

## Biographie
Lors des Jeux olympiques de 1976, Palubinskas marque 48 points et établit un nouveau record olympique du nombre de points marqués dans une rencontre (son record est battu en 1988 par le Brésilien Oscar Schmidt qui marque 55 points).